# الري (الكويت)
الري منطقة كويتية تابعة لمحافظة الفروانية. من صفات المنطقة انها منطقة صناعية.

## من معالم المنطقة
1. الأفنيوز مول أكبر مجمع تجاري في الكويت، ويحتوي بداخله كارفور و ايكيا.
2. سوق الحمام (سوق الطيور والحيوانات الأليفة).
3. مستوصف بيطري.
4. سوق الخيام.
5. سوق الجمعة.
6. مجمع الورش، وهو مكان لصيانة آليات الأطفاء.

والعديد من المحلات التجارية الأخرى.